# Detlef Kübeck
Detlef Kübeck (ur. 22 lutego 1956 w Schwerinie) – niemiecki lekkoatleta, sprinter, medalista mistrzostw Europy. W czasie swojej kariery reprezentował Niemiecką Republikę Demokratyczną.

## Kariera sportowa
Zajął 5. miejsce w biegu na 60 metrów na halowych mistrzostwach Europy w 1977 w San Sebastián. Zwyciężył w sztafecie 4 × 100 metrów w finale pucharu Europy w 1977 w Helsinkach, a także zajął 2. miejsce w tej konkurencji w zawodach pucharu świata w 1977 w Düsseldorfie.
Startując w 4 × 100 metrów Kübeck zajmował 4. miejsce w pucharze świata w 1979 w Montrealu, 6. miejsce w finale pucharu Europy w 1981 w Zagrzebiu i 2. miejsce w pucharze świata w 1981 w Rzymie.
Zdobył srebrny medal w sztafecie 4 × 100 metrów (w składzie: Kübeck, Olaf Prenzler, Thomas Munkelt i Frank Emmelmann) oraz odpadł w eliminacjach biegu na 200 metrów na mistrzostwach Europy w 1982 w Atenach.
Kübeck był mistrzem NRD w biegu na 200 metrów w 1982 oraz wicemistrzem na tym dystansie w 1977, a także brązowym medalistą  w Biegu na 100 metrów w 1979. W hali był wicemistrzem w biegu na 50 metrów w 1977 oraz brązowym medalistą biegu na 60 metrów w 1978 i 1979, a także mistrzem w biegu na 100 metrów w 1977, wicemistrzem w biegu na 100 jardów w 1978, 1979, 1981 i 1982 oraz brązowym medalista w biegu na 100 jardów w 1983 i 1984.
Dwukrotnie poprawiał rekord NRD w sztafecie 4 × 100 metrów do wyniku 38,29 s, uzyskanego 9 lipca 1982 w Karl-Marx-Stadt. Wynik ten był rekordem zjednoczonych Niemiec do 2012.

## Rekordy życiowe
Detlef Kübeck miał następujące rekordy życiowe:
- bieg na 100 metrów – 10,36 s (21 sierpnia 1982, Chociebuż)[12]
- bieg na 200 metrów – 20,60 s (3 lipca 1982, Drezno)[13]